# Liste der Monuments historiques in Ennery (Moselle)
Die Liste der Monuments historiques in Ennery führt die Monuments historiques in der französischen Gemeinde Ennery auf.

## Liste der Bauwerke
| Bezeichnung          | Beschreibung                                  | Standort                     | Kennzeichnung | Schutzstatus | Datum | Bild           |
| -------------------- | --------------------------------------------- | ---------------------------- | ------------- | ------------ | ----- | -------------- |
| Synagoge             | 1819 erbaut                                   | 7 rue des Jardins (Lage)     | PA00106757    | Inscrit      | 1984  | weitere Bilder |
| Belle-Croix d’Ennery | Wegekapelle über Monumentalkreuz, 1460 erbaut | Rue de la Belle-Croix (Lage) | PA00106756    | Classé       | 1921  | weitere Bilder |

## Liste der Objekte
| Bezeichnung                  | Beschreibung                                                                    | Standort                       | Kennzeichnung | Schutzstatus | Datum | Bild |
| ---------------------------- | ------------------------------------------------------------------------------- | ------------------------------ | ------------- | ------------ | ----- | ---- |
| Vier Bleiglasbilder          | im südlichen Querschiff; aus dem 16. Jahrhundert, in moderne Fenster eingesetzt | in der Kirche St-Marcel (Lage) | PM57000057    | Classé       | 1970  |      |
| Skulptur eines Apostels      | Kalkstein, Mitte des 15. Jahrhunderts                                           | in der Kirche St-Marcel (Lage) | PM57000059    | Classé       | 1970  |      |
| Drei Bleiglasbilder          | im Chorraum; aus dem 16. Jahrhundert, in moderne Fenster eingesetzt             | in der Kirche St-Marcel (Lage) | PM57000056    | Classé       | 1970  |      |
| Skulptur Notre-Dame-d’Ennery | Holz, farbig gefasst und vergoldet, Ende des 18. Jahrhunderts                   | in der Kirche St-Marcel (Lage) | PM57000061    | Classé       | 1970  |      |
| Skulptur Heiliger Marcellus  | Holz, farbig gefasst und vergoldet, 18. Jahrhundert                             | in der Kirche St-Marcel (Lage) | PM57000062    | Classé       | 1970  |      |
| Skulptur Heiliger Sebastian  | Kalkstein, 16. Jahrhundert                                                      | in der Kirche St-Marcel (Lage) | PM57000060    | Classé       | 1970  |      |
| Sechs Bleiglasbilder         | im nördliche Querschiff; aus dem 16. Jahrhundert, in moderne Fenster eingesetzt | in der Kirche St-Marcel (Lage) | PM57000058    | Classé       | 1970  |      |